# Сульна-странд (станція метро)
59°21′15″ пн. ш. 17°58′26″ сх. д. / 59.354166666667° пн. ш. 17.973888888889° сх. д.
«Сульна-странд» (швед. Solna strand) — станція Стокгольмського метрополітену. 
Розташована на синій лінії, обслуговується потягами маршруту Т10, між станціями Сундбюбергс-сентрум та Гувудста.  
Була відкрита 19 серпня 1985 року. 
Відстань від початку маршруту — станції Кунгстредгорден складає 6.2 км. 
Пасажирообіг станції в будень —	4 300 осіб (2019)

Розташована у промзоні Сульна-странд, мікрорайон Гувудста у комуні Сульна.
Конструкція: односклепінна тбіліського типу (глибина закладення — 28 м) з однією прямою острівною платформою.

## Операції
| Попередня станція             | Лінія | Лінія     | Лінія | Наступна станція            |
| ----------------------------- | ----- | --------- | ----- | --------------------------- |
| Сундбюбергс-сентрум до Юльста |       | Лінія T10 |       | Гувудста до Кунгстредгорден |